# 地高辛
地高辛 （INN：digoxin）商品名Lanoxin等，是从狭叶毛地黄中分离得到的甲型强心苷成分，常直称其植物名毛地黄（Digitalis）。用於治療心房顫動、心房撲動和心臟衰竭。
地高辛是心臟學領域中最古老的藥物之一，它透過增加心肌收縮力、增加每搏輸出量和血壓、降低心率以及稍微延長心肌收縮時間來發揮作用。此藥物經由口服或緩慢靜脈注射方式給藥。對於腎功能正常的患者，使用平均劑量後的生物半衰期約為36小時，藥物大部分以原形由尿液排出。
使用後常見的副作用有男性乳房增大以及其他通常因劑量過多而導致的副作用，包括食慾不振、噁心、視力障礙、意識混亂和心律不整。對老年人以及腎功能不佳者使用時需格外注意。目前尚不清楚個體於懷孕期間使用是否對於胎兒安全。
地高辛於1930年首次從毛地黄屬植物毛花毛地黄中分離。它已被納入世界衛生組織基本藥物標準清單之中。此藥物在2021年於美國最常使用處方藥中排名第241，開立的處方箋數量超過100萬張。

## 醫療用途

### 心律不整
地高辛最常見的適應症是伴隨快速心室反應的心房顫動和心房撲動，尤其是老年或心臟功能不佳的患者，但某些患者（例如年輕、體力較佳的人，或沒有心臟衰竭或血流動力學不穩定的人）可能的首選是β受體阻滯劑和/或鈣通道阻滯劑。
早期觀察性研究顯示即使將其他死亡風險因素納入考慮（所謂的傾向評分匹配），使用地高辛的患者死亡風險仍有所增加。然而針對地高辛隨機對照試驗的系統性回顧（確保服用地高辛的患者與未服用的患者之間的條件相似），顯示死亡率並無差異。有證據顯示服用地高辛的患者死亡率增加是因為他們的心臟病比不服用者的更為嚴重。當患者使用地高辛時，又一併服用如噻嗪類利尿劑和環利尿劑，也可能發生心律不整。

### 心臟衰竭
毛地黃（即來自毛地黃植物屬的萃取物，包括地高辛）是英國植物學家威廉·威靈發現的首項可用於治療水腫（腳踝腫脹 ——心臟衰竭的症狀）的藥物。之後一個多世紀，它與利尿劑一起使用，是主要治療心臟衰竭的方法。由於後來醫界引入具有更好結果和更少不良反應的其他藥物，現在地高辛通常僅在與心房顫動和/或快速心室率相關的心臟衰竭時使用。在某些情況下，因建議的一線治療藥物血管張力素轉化酶抑制劑、β受體阻滯劑、醛固酮拮抗劑和鈉-葡萄糖協同轉運蛋白2抑制劑無效或不耐受時，可在專家指導下用地高辛來補充或是替代。

### 墮胎
地高辛也被用於妊娠晚期 (包括第二孕期末和第三孕期) 妊娠終止手術中，透過胎內注射或羊膜腔注射進行。胎兒通常會在施用後數小時內於子宮內死亡（主要表現為心跳停止）。

## 副作用
地高辛的治療指數（有效性和毒性之間的差距）狹窄，藥物不良反應很常見。許多教科書都提到男性乳房增大的副作用，被認為是地高辛分子中的雌激素樣類固醇所造成，然而截至2005年，對於該說法的系統性研究證據尚不明確。
地高辛中毒時，會出現一個具有診斷特異性的現象，即心房（性）心律不整發生率增加和房室結傳導阻滯同時存在（稱為"PAT with block"）。
地高辛與噻嗪類利尿劑和環利尿劑併用時可導致心律不整。這是因為兩類同時使用會導致低血鉀，也就是血液中鉀的血清濃度降低，而加劇心律不整的可能性。當鉀含量低下時，會使得鈉鉀腺苷三磷酸酶幫浦功能受損，鉀離子 (K+) 無法正常交换，同時鈣離子濃度也會過高。這些因素綜合起來會增加心律不整的風險。地高辛的其他副作用還包括視覺障碍，以及暈眩或是昏厥。
許多其他藥物與地高辛併用時也可能引起不良藥物反應，例如维拉帕米、胺碘酮、奎尼丁、四環黴素和紅黴素。

## 過量
服用地高辛過量時，可採通常支持措施治療。如果心律不整嚴重，或發生惡性高血鉀症，特定的解毒劑是抗地高辛（抗地高辛由抗體片段組成，商品名有Digibind和Digifab）。Digibind和Digifab等藥物的作用機制是其抗體片段可變區會與地高辛分子結合，加速藥物進入尿液，然後排出體外，在體內的地高辛含量會因此迅速減少。

## 藥理學

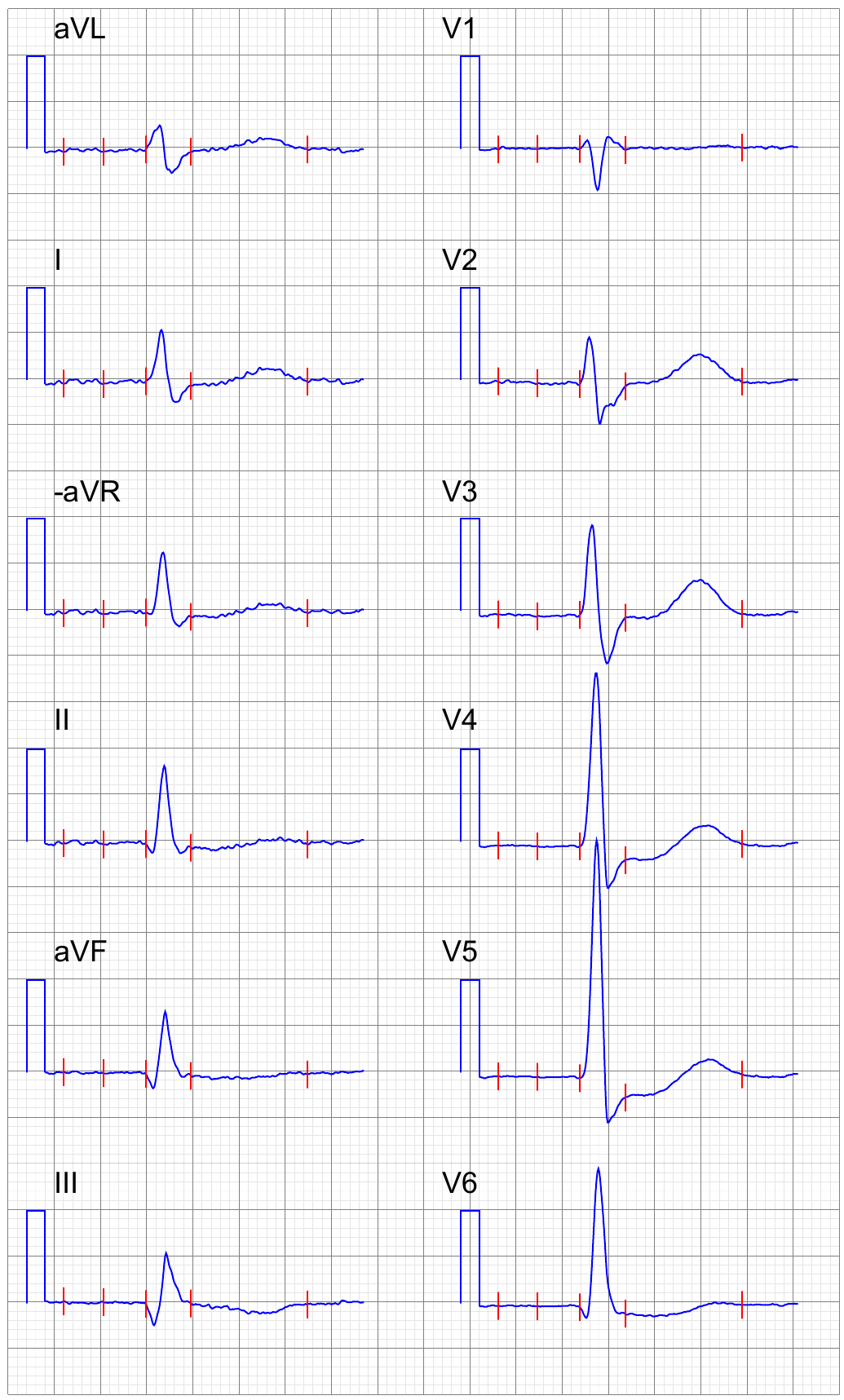
一位77歲男性因心房顫動，服用地高辛後的信號平均心電圖（圖左），顯示V4和V5導聯中主要的心室前導聯ST壓低於正常值（圖右）。

### 藥效學
地高辛的主要作用機制是抑制心肌細胞的鈉鉀腺苷三磷酸酶 (Na+/K+ ATPase)，導致細胞內鈉離子增加。
增加的鈉離子會抑制鈣交換機制，進而提升心肌細胞內鈣離子濃度，增加心肌收缩力。
地高辛也具有延緩心率的特性，並可改善心臟傳導，增加心臟輸出量，提升心臟整體功能。
然而，地高辛也可能引起一些副作用，例如延長心房傳導時間 (心電圖PR間期) 及縮短QT間期，並可能導致心律不整。（參見心電描記術）
地高辛也是一種M2受體膽鹼能激動劑。

### 藥物動力學
地高辛通常採口服的方式給藥，僅在緊急情況時採用靜脈注射方式，但須緩慢進行，並進行心搏檢測。靜脈注射吸收更快但可能引起噁心。
藥物作用緩慢，在體內的生物半衰期約36小時，口服給藥每日一次，劑量為125-250微克。
藥物主要經由腎臟排泄，它與P-糖蛋白相互作用，會與部分心臟病藥物產生交互作用。
腎功能低下的個體需減低劑量或改用其他藥物。
有效血藥濃度因治療目的而異，需監測濃度，注意藥物交互作用。
研究顯示女性服用後死亡率可能略高於男性。
地高辛也常用作測試P-糖蛋白抑制的標準對照物質。
地高辛似乎因會與P-糖蛋白結合導致腦部（中樞神經系統）吸收有限，因此具有外周選擇性藥物的特性。

### 藥物微生物組學
伊氏格氏乳桿菌可能會降低地高辛的毒性。研究人員比較健康的美國紐約市人和南印度人的案例，發現地高辛代謝物降低與其在人體腸道內的伊氏格氏乳桿菌豐度呈正相關 -  紐約市人的腸道內伊氏格氏乳桿菌豐度較南印度人更高，可將更多的地高辛代謝為無活性的代謝物，並且有較多的代謝物經尿液排出人體。而在南印度人中，城市化較高，與教育程度及所得較高的，會比較窮困的鄉下人代謝更多的地高辛，及經尿液排泄更多的代謝物。進一步研究還顯示當與紅黴素或四環黴素聯合使用時，地高辛的毒性會增加，研究人員將此歸因於伊氏格氏乳桿菌数量減少所致。

## 歷史
毛地黃屬植物的衍生物具有悠久的醫療用途歷史。 英國植物學家尼古拉斯·卡爾佩珀在其於1652年出版的著作《英國醫生（English physician）》中提到毛地黃的各種醫療用途。而威廉·威靈被認為是在其1785年出版的著作《毛地黃及其一些醫療用途及其對水腫和其他疾病的實用評論（An Account of the Foxglove and some of its Medical Uses With Practical Remarks on Dropsy and Other Diseases）》中首次發表對毛地黃衍生物的系統性應用描述。在蘇格蘭心臟學家詹姆士·麥肯錫爵士發現心房顫動現像以及毛地黃對其作用之前，它曾被零星應用。此藥物的功效首先由蘇格蘭藥學家阿瑟·羅伯遜·庫什尼提出解釋。
藥物名稱是一個混成詞，由毛地黃（digo）和毒素（xin）組成。英國Sydney Smith博士於1930年首次從毛地黃植物中分離出地高辛。一開始是將乾燥植物材料置於丙酮中，並將溶出物在氯仿中煮沸加以純化。然後將此溶液與乙酸以及少量的氯化鐵和硫酸反應（凱勒試劑）。地高辛與其他葡萄糖苷有所區分，因為凱勒試劑會產生橄欖綠色的溶液，完全不含紅色。

## 社會與文化
於2003年，美國護士（男性）查爾斯·卡倫招認在他19年的職業生涯中，曾在紐澤西州和賓夕法尼亞州的醫院裡讓院內病患過量服用心臟藥物（通常是地高辛）而導致多達40人死亡。 他於2006年3月10日被判處18個無期徒刑，且不得假釋。
後續有藥廠因其產品的藥效強度與標示不符而導致個體使用後發生地高辛中毒事件，導致美國食品藥物管理局（FDA）出面處理以及相關法律訴訟事件。
於2008年發表的一項研究報告認為地高辛不僅對心臟有益，還能降低某些癌症的風險。然而有評論表示地高辛在當前治療濃度下無法有效降低癌症風險，有作進一步研究的必要。

### 品牌名稱
市面上地高辛製劑的品牌眾多，有Cardigox、Cardiogoxin、Cardioxin、Cardoxin、Coragoxine、Digacin、Digicor、Digitek、Digomal、Digon、Digosin、Digoxine、 Navtivelle、Digoxina-Sandoz、Digoxin-Sandoz、Digoxin-Zori、Dilanacin、Eudigox、Fargoxin、Grexin、Lanacordin、Lanacrist、Lanicor、Lanikor、Lanorale、 Lanoxicaps、Lanoxin、Lanoxin PG、Lenoxicaps、Lenoxin、Lifusin、Mapluxin、 Natigoxin、Novodigal、Purgoxin、Sigmaxin、Sigmaxin-PG及Toloxin等。

## 地高辛與癌症
強心苷（特別是地高辛），通常用於治療常見的心臟問題（主要是心臟衰竭和心律不整）。地高辛與癌症的相互作用也受到研究。雖然有針對此藥物抗癌作用的大量臨床前研究，但迄今尚無可靠且有結論的結果。
多項研究顯示地高辛可能具有抗癌特性，而其他研究則無此發現。
地高辛的化學結構與雌二醇基本相似，具有結合雌激素受體的能力，因此有人提出它可能會增加對雌激素敏感的乳癌和子宮癌的風險。於丹麥所做的一項大型研究發現一複雜的情況，服用地高辛的女性罹患乳癌的風險略有增加，但預後較好。由護理師健康研究獲得的結果，也發現風險略有增加。
地高辛在in vitro（體外）被發現可抑制許多癌細胞類的增殖，但此結果與對in vivo（體內）癌症的相關性仍不清楚。

## 延伸閱讀
- Rang HP, Dale MM, Ritter JM, Moore PK.  5th. Edinburgh: Churchill Livingstone. 2003. ISBN 0-443-07145-4.
- Summary of Product Characteristics, Digoxin 0.125 mg, Zentiva.
- Lüllmann H, Kuschinsky G, Mohr K, Wehling M.  15th. Georg Thieme Verlag. 2003. ISBN 3-13-368515-5.
- Lanatoside C (isolanid, Cedilanid – four glycoside analog), Digoxigenin (aglycone analog)
- Goldberger ZD, Alexander GC. . JAMA Internal Medicine. January 2014, 174 (1): 151–154. PMID 24217624. doi:10.1001/jamainternmed.2013.10432.